# 鄒德溥
鄒德溥（1549年—1619年），字汝光，號泗山，江西吉安府安福縣人，民籍，明朝政治人物、學者。

## 生平
萬曆元年（1573年）癸酉科江西鄉試第十一名舉人，萬曆十一年（1583年）癸未科會試第二名，登進士第二甲第二十二名。改翰林院庶吉士，十三年授翰林院編修，充經筵講官，十八年给假，十九年復除原官，二十年會試主考，二十三年升右春坊右中允，二十四年官司經局洗馬。萬曆二十六年（1598年），其所居為錦衣衛千戶霍文炳故居，以發其藏金，為東廠所劾，革職追贓。萬曆四十七年己未卒。天啓二年（1622年）以曾任经筵讲读，賜祭葬，荫孫世求。

## 著作
著有《會易》、《春秋匡解》、《雪山草》等。

## 家族
曾祖鄒賢，按察司僉事贈奉政大夫；祖父鄒守益，中順大夫南京國子監祭酒贈禮部右侍郎，諡文莊；父鄒善，右布政使。母陳氏（封恭人）。兄邹德涵，隆庆辛未進士。